# Lac-Sainte-Thérèse
Lac-Sainte-Thérèse est une communauté canadienne située dans le territoire non organisé de Cochrane, Unorganized, North Part dans le district de Cochrane dans la province de l'Ontario. Elle est située sur la route 583 à environ 15 km au nord de Hearst dans le Nord de l'Ontario.

## Personnalités notables
- Doric Germain, un écrivain franco-ontarien est né au Lac-Sainte-Thérèse.

## Annexe